# Fools and Worthless Liars
Fools and Worthless Liars è il secondo album in studio del gruppo musicale britannico Deaf Havana, pubblicato il 7 novembre 2011 dalla A Wolf at Your Door Records e dalla BMG/Chrysalis.
L'album si discosta sensibilmente dal post-hardcore del precedente album del gruppo, Meet Me Halfway, at Least, a causa dell'uscita del cantante scream Ryan Mellor: preferendo non rimpiazzarlo, i rimanenti membri del gruppo (dei quali solo il cantante e il batterista hanno registrato il disco) hanno incentrato la loro musica su un sound più melodico.
Un'edizione deluxe, contenente un secondo CD con una versione alternativa dell'album registrata con tutti i componenti della band, è stata pubblicata il 22 ottobre 2012.

## Tracce
Testi e musiche di James Veck-Gilodi e Tom Ogden, eccetto dove indicato.
1. The Past Six Years – 2:58
2. Youth in Retrospect – 3:22
3. I Will Try – 3:44
4. Little White Lies – 3:13
5. Anemophobia – 4:15
6. I'm a Bore, Mostly – 3:20
7. Hunstanton Pier – 4:50
8. Filthy Rotten Scoundrel – 2:54 (James Veck Gilodi, Matthew Veck Gilodi)
9. Things Change, Friends Leave and Life Doesn't Stop for Anybody – 3:18
10. Leeches – 2:55
11. The World or Nothing – 3:37 (James Veck Gilodi, Matthew Veck Gilodi)
12. Nelson's County – 2:02
13. Fifty Four – 3:48

Traccia bonus nella versione iTunes
1. Cabin Fever – 2:41

## Formazione

### Versione standard
Deaf Havana
- James Veck-Gilodi – voce, chitarra elettrica, chitarra acustica, basso
- Tom Ogden – batteria, percussioni, cori

Altri musicisti
- Portia Conn – voce in Little White Lies
- Ian Maynard – pianoforte in Fifty Four e We Used to Talk

Produzione
- Matty O'Grady – produzione, ingegneria del suono
- Jon Mitchell – missaggio
- Shawn Joseph – mastering
- Tom Barnes – fotografia
- Jon Barmby – artwork

### Versione alternativa
- James Veck-Gilodi – voce, chitarra ritmica, chitarra acustica, mandolino, banjo, pianoforte
- Chris Pennells  – chitarra solista
- Lee Wilson – basso
- Tom Ogden – batteria, percussioni, cori

Altri musicisti
- Lee Batiuk – chitarra addizionale in Filthy Rotten Scoundrel

Produzione
- Lee Batiuk – produzione, missaggio, mastering

## Classifiche
| Classifica (2011)          | Posizione massima |
| -------------------------- | ----------------- |
| Regno Unito                | 49                |
| Regno Unito (rock & metal) | 1                 |
| Regno Unito (independent)  | 9                 |